# Petr Codicillus z Tulechova
Petr Codicillus (Knížka) z Tulechova (24. února 1533 Sedlčany – 29. října 1589 Praha) byl český humanista, matematik, astronom, pedagog a básník.

## Životopis
Studoval na Karlově univerzitě u Matouše Collina z Chotěřiny a Jana Hortensia, poté i ve Wittenbergu u Melanchthona, v roce 1561 byl v Praze graduován na mistra svobodných umění. Poté učil na univerzitě matematiku, astronomii, dialektiku a řečtinu. V letech 1572–1573 a 1583–1589 zastával funkci rektora univerzity.

## Dílo
Význam jeho díla spočívá v několika oblastech. Sepsal Ordo studiorum podávající důležitý metodický podklad pro vyučování na městských školách. Psal o nebeských úkazech. Zasáhl i do teologických sporů, když se podílel na české konfesi. Připravil také latinsko-česko-německý slovník.

### Odborná
- FORST, Vladimír, ed. a kol. Lexikon české literatury: osobnosti, díla, instituce. 1, A–G. 1. vyd. Praha: Academia, 1985. 900 s. ISBN 80-200-0797-0. Kapitola „Petr Codicillus z Tulechova", autor Jaroslav Kolár, s. 362–363.
- HLAVÁČEK, Petr, et al. Kacířská univerzita: osobnosti pražské utrakvistické univerzity 1417-1622. 1. vyd. Praha: Univerzita Karlova ve vydavatelství Togga, spol. s r. o., 2013. 159 s. ISBN 978-80-7308-481-3. Kapitola „Petr Codicillus z Tulechova", autorka Jaroslava Hausenblasová, s. 101–105.

### Beletrie
- WINTER, Zikmund. Pan mistr Kodicill doma (fejeton). Lumír. 1890, roč. 18, čís. 3, s. 35–36. Dostupné online.